# CBS 빌딩

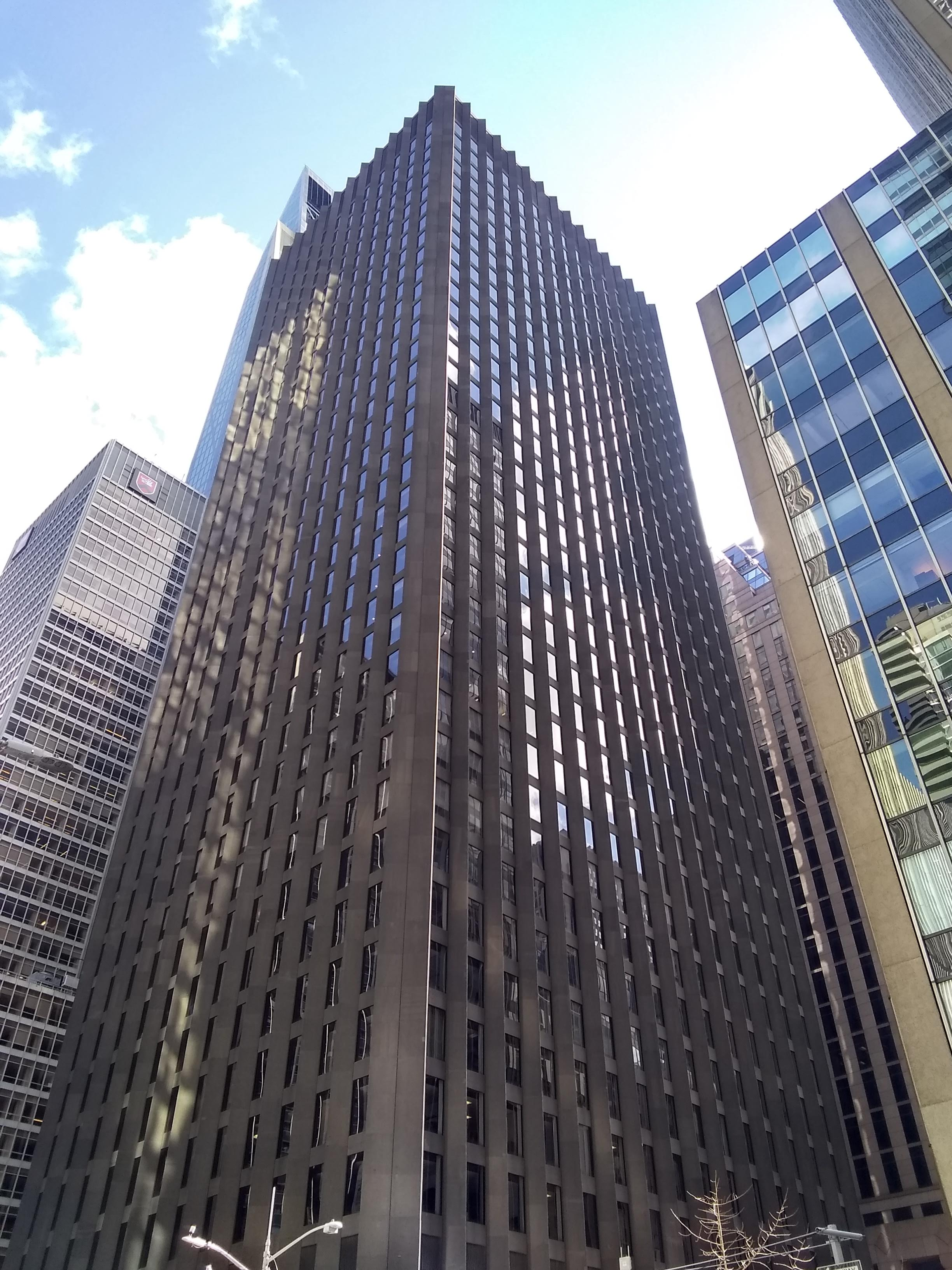
CBS 빌딩

CBS 빌딩(CBS Building, Black Rock, 51W52)은 뉴욕시 미드타운맨해튼 인근의 51 West 52nd Street에 있는 38층, 491피트 높이(150m) 타워이다. CBS 방송망의 본부이다. 이 건물은 1961년부터 1964년까지 건설되었으며 이 건물을 "뉴욕에서 가장 단순한 초고층 건물"이라고 칭한 에로 사리넨(Eero Saarinen)이 설계한 유일한 초고층 빌딩이었다. 내부 공간과 가구는 에로 사리넨이 디자인했고, 그 후 플로렌스 놀 바셋(Florence Knoll Bassett)이 사망한 후 디자인되었다. 이 건물은 1990년대 초 이전에는 CBS 레코드(이후 소니 뮤직 엔터테인먼트)의 본사였다.

## 참고 문헌
- Merkel, Jayne (2005). 《Eero Saarinen》. Phaidon. ISBN 978-0-7148-6592-8. OCLC 57750853.